# Tito Rodríguez
Tito Rodríguez (* 4. Januar 1923 in Santurce, Puerto Rico als Pablo Rodríguez Lozada; † 28. Februar 1973 in Coral Gables, Vereinigte Staaten) war ein amerikanisch-puerto-ricanischer Sänger und Orchesterleiter der 1950er und 1960er Jahre, der unter dem Künstlernamen El Inolvidable (span.: der Unvergessliche) berühmt war.

## Leben
Rodríguez war bereits in seiner Kindheit an Musik interessiert. Er war immer mit Musikinstrumenten umgeben, z. B. Gitarren, Klavier und Trompeten. Sein älterer Bruder, Johnny Rodríguez, war Komponist, Sänger und Orchesterleiter. Dieser inspirierte ihn, Berufsmusiker zu werden. Als 13-Jähriger (1936) trat er als Sänger der Gruppe Industrias Nacionales von Ladislao (El Maestro Ladis) Martinez bei. Als er 16 Jahre alt war, nahm er an Aufnahmen mit dem Mayari Cuartet teil. Im Jahre 1940 immigrierte Rodríguez in die Vereinigten Staaten nach New York City, kurz nachdem seine Eltern, Jose und Severina, gestorben waren. Er wohnte bei seinem Bruder Johnny, der sich bereits seit 1935 dort aufhielt.
In New York City war er zunächst Sänger und Bongo-Spieler für die Gruppe von Eric Madriguera. 1941 nahm er die Titel Amor Guajiro, Acercate Mas (span.: Komm näher) und Se Fue la Comparsa auf. 1942 schloss sich Rodríguez der Gruppe von Xavier Cugat an und nahm Bin, Bam, Bum und Ensalada de Congas (span.: Conga-Salat) auf.
Für ein Jahr war er Angehöriger der United States Army. Nach seiner Entlassung ging er wieder nach New York City, wo er sich der Gruppe von José Curbelo anschloss. Einmal trat er im China Doll Cabaret auf, wo er eine junge japanische Chorsängerin namens Tobi Kel kennenlernte, die später seine Ehefrau wurde.

## Wirken
1947 debütierte er mit einem Solo und stellte seine erste Band auf, die er Los Diablos del Mambo nannte. 1950 schrieb Rodríguez sich in der Juilliard School ein, wo er das Spiel mit Vibraphon, Xylophon und die Perkussion studierte. Seine Gruppe nannte er zuerst in Los Lobos del Mambo um und dann in The Tito Rodríguez Orchestra. Der erste Titel, den er unter dem neuen Namen aufnahm, hieß Besame La Bemba (span.: Küss' meine großen Lippen). 1952 wurde er von der Century Conservatory of Music of New York für seinen selbstentwickelten und einzigartigen Gesangsstil geehrt. Seine Gruppe gewann den Gran Trofeo Award zweier aufeinanderfolgender Jahre.
Tito Rodríguez ging dazu über, Boleros zu singen; seine erste Aufnahme war das Album mit dem Titel Inolvidable (span.: Unvergesslich), das von Vielen als sein größter Erfolg betrachtet wird. Es wurde über eineinhalb Millionen Mal verkauft.
Rodríguez kehrte 1970 nach Santurce zurück, wo er ein Wohnhaus in japanischem Stil baute und mit seiner Familie lebte. Er produzierte eine Fernsehsendung namens El Show de Tito Rodríguez, die über Channel 7 ausgestrahlt wurde. Berühmte Gäste waren hier Sammy Davis Jr., Tony Bennett und Shirley Bassey. Rodríguez gründete auch sein eigenes Aufnahmestudio „TR Records“. Sein letzter Auftritt in der Öffentlichkeit war mit Machito und seiner Band am 2. Februar 1973 im Madison Square Garden in New York City. Rodríguez erlag seiner Erkrankung an Leukämie am 28. Februar 1973 in seinem Haus in Florida, wo er kurz zuvor mit seiner Frau hingezogen war. Cheo Feliciano nahm ein Album zu seinem Andenken auf.

## Diskografie (Auswahl)
- Tito Rodríguez Live at the Palladium (1960)
- Charanga, Pachanga (1961)
- Tito Returns to the Palladium – Live (1961)
- Latin Twist (1962)
- Tito's Hits (1962)
- Let's do the Bossanova (1962)
- Tito Rodríguez from Hollywood (1963)
- Tito Rodríguez Live at Birdland (1963)
- From Tito With Love (1963)
- Carnaval de las Américas (1964)
- En la Oscuridad (1967)
- Esta es mi Orquesta (1968)
- Tito Rodriguez Featuring Victor Paz: Big Band Latino (1968)
- Inolvidable (1969)
- Tito Dice... Sepárala También con el Sexteto La Playa (1971)
- Nostalgia con Tito Rodríguez (1972)
- Carnival of the americas (1989)
- Ardent Night (1997)